# New Day Will Rise
New Day Will Rise (englisch, „Ein neuer Tag wird anbrechen“) ist ein Lied von Keren Peles und Tamir Hitman. Der von der israelischen Sängerin Yuval Raphael interpretierte Titel war der israelische Beitrag zum Eurovision Song Contest 2025 in Basel.

## Hintergrund
Yuval Raphael trat erstmals im November 2024 in der Show HaKokhav HaBa auf, welche dazu diente, den Interpreten für den kommenden Eurovision Song Contest zu bestimmen. Die Show, die bis zum 22. Januar 2025 andauerte, konnte Raphael mit 157 Punkten im Finale schließlich für sich entscheiden.
Der Wettbewerbstitel selbst wurde jedoch erst am Abend des 9. März 2025 erstmals der Öffentlichkeit präsentiert. Er wurde von Keren Peles getextet und komponiert. Der Französische Text stammt von Tamir Hitman. Produzent war Tomer Biran.

## Inhaltliches
Der überwiegend auf Englisch vorgetragene Titel enthält außerdem Text auf Französisch und Hebräisch. Raphael, die selbst mehrere Jahre in Genf verbracht hatte, wollte, dass der Titel einige Zeilen auf Französisch enthalte. Die Bridge enthält ein biblisches Zitat (hebräisch מים רבים לא יכבו את האהבה ונהרות לא ישטפוה, „Mächtige Wasser können die Liebe nicht löschen, und Flüsse können sie nicht ertränken“, Hld 8,7 ). Aufgrund des Zitierfehlers (וּנְהָרוֹת anstatt korrekt וְנְהָרוֹת) wurde kurz nach Veröffentlichung eine Neuaufnahme der betroffenen Stelle angekündigt.
Laut Peles sei die zitierte Tanachstelle ein „kraftvolles Statement“ und die wichtigste Stelle im Text überhaupt, obwohl sie nicht von ihr geschrieben worden sei. Das Lied stehe für einen neuen Sonnenaufgang, auf den jeder in Israel nach einer schwierigen Zeit warte. Die Botschaft des Stücks, mit Leid umzugehen, wurde als Reaktion auf den Terrorangriff der Hamas auf Israel 2023 gedeutet, den Raphael beim Massaker von Reʿim überlebt hatte, indem sie sich stundenlang unter Leichen versteckte. Raphael erklärte, dass der Titel die Heilung repräsentiere, die ein Jeder brauche und den Optimismus für die kommenden Tage. New Day Will Rise spreche von der Stärke, der geteilten Hoffnung und der Unterstützung und Liebe der Menschen in ihrem Land.
New Day Will Rise wird von Perkussion und einem Streicherglissando eingeleitet, das jedoch sofort durch ein Klavierspiel ersetzt wird, das Raphaels erste Strophe begleitet. Der Refrain wird mit Streichern und Klavier begleitet, ehe das Glissando erneut auftaucht und die zweite Strophe, die kürzer als die erste ist, anstatt auf Englisch, auf Französisch gesungen wird. Dominante Instrumente sind nun Synthesizer und Schlagzeug. In der zweiten Wiederholung des Refrains auf Englisch wird die Instrumentierung deutlich intensiver, bevor sie zur Bridge wieder abnimmt. Diese wird auf Hebräisch gesungen. Das Lied findet seinen Höhepunkt in der letzten Wiederholung des Refrains, ehe das Lied mit einem Outro ruhig endet.

## Veröffentlichung
Der Titel erschien als Musikstream am 10. März 2025. Ein zugehöriges Musikvideo entstand unter der Regie von Ofir Peretz.

## Mitwirkende
- Gesang: Yuval Raphael
- Musik, Text: Keren Peles
- Produktion, Klavier, Keyboard, Bass, Schlagzeug, Programmierung: Tomer Biran
- Abmischung, Mastering: Roee Berezowitz, Tomer Biran
- Gitarre: Avi Singolda
- Keyboard: Keren Peles
- Streicher: Yoed Nir, Tomer Biran
- Aufnahmestudio: Yoed Nir Studio (Streicher), Tomer Biran Audio Artists
- Aufnahmeassistent: Jonathan Sror[3]

## Eurovision Song Contest
Mit dem Titel nahm Israel am Eurovision Song Contest 2025 in Basel teil. Das Land trat hierbei im zweiten Halbfinale mit Startnummer 14 am 15. Mai 2025 an. Von diesem konnte es sich erfolgreich für das Finale qualifizieren und erhielt die Startnummer 4. Dort erreichte es mit 357 Punkten den zweiten Platz, wobei es einen Großteil der Punkte von den Zuschauern erhielt und von diesen sogar auf den ersten Platz gesetzt wurde.

## Chartplatzierungen
| ChartsChartplatzierungen | Höchstplatzierung | Wochen |
| ------------------------ | ----------------- | ------ |
| Österreich (Ö3)          | 44 (1 Wo.)        | 1      |
| Schweiz (IFPI)           | 18 (2 Wo.)        | 2      |